# Магомедов, Магомедсалам Магомедалиевич
Магомедсала́м Магомедали́евич Магоме́дов (дарг. МяхӀяммадгӀялила урши МяхӀяммадсялам; род. 1 июня 1964, с. Леваши, Левашинский район, Дагестанская АССР, РСФСР, СССР) — российский государственный и политический деятель. Председатель Народного собрания Республики Дагестан с 20 февраля 2006 по 11 марта 2007. Президент Республики Дагестан с 20 февраля 2010 по 28 января 2013. Заместитель Руководителя Администрации президента Российской Федерации с 28 января 2013 по 7 мая 2024 года.
Сын бывшего руководителя Дагестана Магомедали Магомедовича Магомедова.

## Биография
Магомедсалам Магомедов родился 1 июня 1964 года в селе Леваши. По национальности — даргинец.
В 1981—1986 годах — студент экономического факультета Дагестанского государственного университета. Владеет даргинским, русским и английским языками.
В 1986—1990 годах — стажёр-исследователь, аспирант Московского института народного хозяйства им. Плеханова, где защитил кандидатскую диссертацию на кафедре экономики труда.
В 1991—2001 годах — преподаватель, старший преподаватель, доцент, профессор, заведующий кафедрой экономики и социологии труда Дагестанского государственного университета.
С января 1998 по октябрь 2001 года руководил рабочей группой экспертной (конкурсной) комиссии при Председателе Правительства Дагестана.
В 2001—2006 годах возглавлял рабочую группу Правительства Дагестана по освоению дагестанского сектора шельфа Каспийского моря.
Избирался депутатом Народного Собрания Республики Дагестан трёх созывов.
С 20 февраля 2006 по 4 апреля 2007 года — Председатель Народного Собрания Республики Дагестан.
В феврале 2010 года Президент Российской Федерации Д. А. Медведев внёс на рассмотрение Народного Собрания Республики Дагестан его кандидатуру для наделения его полномочиями Президента Республики Дагестан. 10 февраля 2010 года утверждён Народным Собранием Республики Дагестан на должность Президента Республики Дагестан.
С 18 декабря 2010 по 5 июля 2011 года — член президиума Государственного совета Российской Федерации.
28 января 2013 года освобождён от должности Президента Дагестана и назначен заместителем руководителя Администрации Президента Российской Федерации.

## Футбольная карьера
В 2001—2002 годах являлся вице-президентом «Анжи».

## Поездка в хадж
Президент Магомедов, в 2010 году совершил пятый столп ислама — хадж, и встретился с заместителем председателя правительства, министром внутренних дел Королевства Саудовская Аравия, принцем Наифом бин Абд аль-Азизом Аль Саудом, в резиденции короля Абдаллы бин Абд аль-Азиза Аль Сауда.

## Семья
Отец — Магомедали Магомедович Магомедов.
Мать — Зульгижат Магомедова
Жена — Тамара Анваровна Магомедова.
Дети — сыновья: Шамиль и Идрис, дочь: Аминат.

## Собственность и доходы
Согласно данным, размещённым в декларации, содержащей сведения о доходах, расходах, об имуществе и обязательствах имущественного характера лиц, замещающих государственные должности Российской Федерации, за 2018 года Магомедсалам Магомедов заработал 8 256 130 рублей. В собственности Магомедова находятся три земельных участка (1237 кв.метров, 1332 кв.метра и 460 кв.метров), и жилой дом (219,4 кв.метра).

## Научная деятельность
Доктор экономических наук, профессор, возглавлял кафедру экономики и социологии труда Дагестанского государственного университета.

## Классный чин
- Действительный государственный советник Российской Федерации 1 класса (1 марта 2013)[13]

## Награды
- Орден Почёта
- Премия Правительства Российской Федерации в области культуры (26 декабря 2011 года) — за проект «Международный культурный форум «Диалоги культур»[14]
- Почётный доктор наук Российского экономического университета имени В. Г. Плеханова (2012)[15]
- Орден «За заслуги перед Отечеством» IV степени (2019) — за реализациию государственной национальной политики Российской Федерации и многолетняя деятельность, направленная на укрепление единства многонационального народа России, обеспечение многонационального мира и согласия в стране[16]
- Орден Александра Невского (13 июня 2024 года) — за большой вклад в обеспечение деятельности Президента Российской Федерации и многолетнюю безупречную государственную службу[17]

## Санкции
24 февраля 2023 года, в годовщину начала российского вторжения на Украину, Магомедов внесён в санкционный список США за «осуществление российских операций и агрессии в отношении Украины».
1 апреля 2023 года внесён в санкционный список Украины как «глава государственного органа, осуществлявший поддержку/поощрение/публичное одобрение политики РФ, направленной на проведение военных действия и геноцид гражданского населения в Украине».